# 丹卡·巴爾特科娃
丹卡·巴爾特科娃（1986年2月20日—）是一名射擊運動員，曾多次獲得世界賽的獎牌，並代表國家參加2008年北京奧運和2012年倫敦奧運，最終於伦敦奥运的定向飛靶比賽獲得銅牌。另外，她於2012年獲選為國際奧林匹克委員會委員。